# Курячий бог

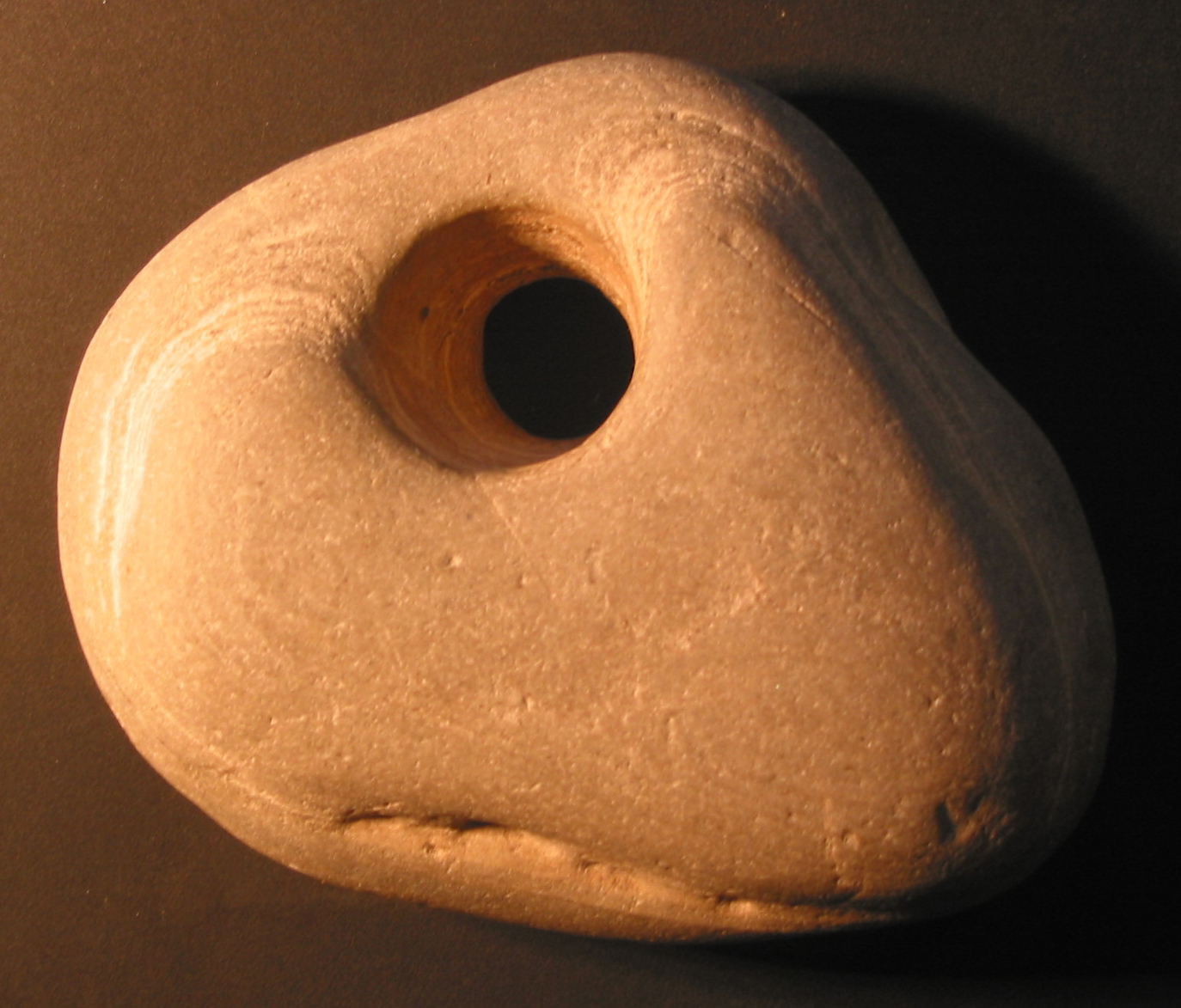
Камінь з природним отвором

Курячий бог («куряче щастя») — невеликий камінь з природним отвором, якому приписуються чарівні властивості. За повір'ям європейських народів, приносить володарю щастя, вдачу, захищає від хвороб і злих чарів, або може виконати задумане бажання.

## Різновиди назви
«Курячі боги» відомі під різними назвами: в англійській мові їх називають «гадючими каменями» (adder stones), «очними каменями» (eye stones) або «відьомськими каменями» (hag stones, hex hag stones, witch stones), в той час як валлійською вони відомі під назвою «зміїне намисто» (glain neidr). Німці, з іншого боку, називають їх «курячі боги» (hühnergötter).
Назва «Курячий бог» утворена, можливо, за аналогією зі «скотній бог» — оберіг худоби; функції того й іншого оберега могли виконувати одні й ті ж предмети. «Скотіми богами» називали і святих Кузьму і Дем'яна — покровителів худоби. Також є припущення, що давні слов'яни дали амулету ім'я Цура (Чура). В такому разі слово «курячий» пішло від слова «чуриний», і позначає предмет, який має надприродну силу.

## Обрядовість

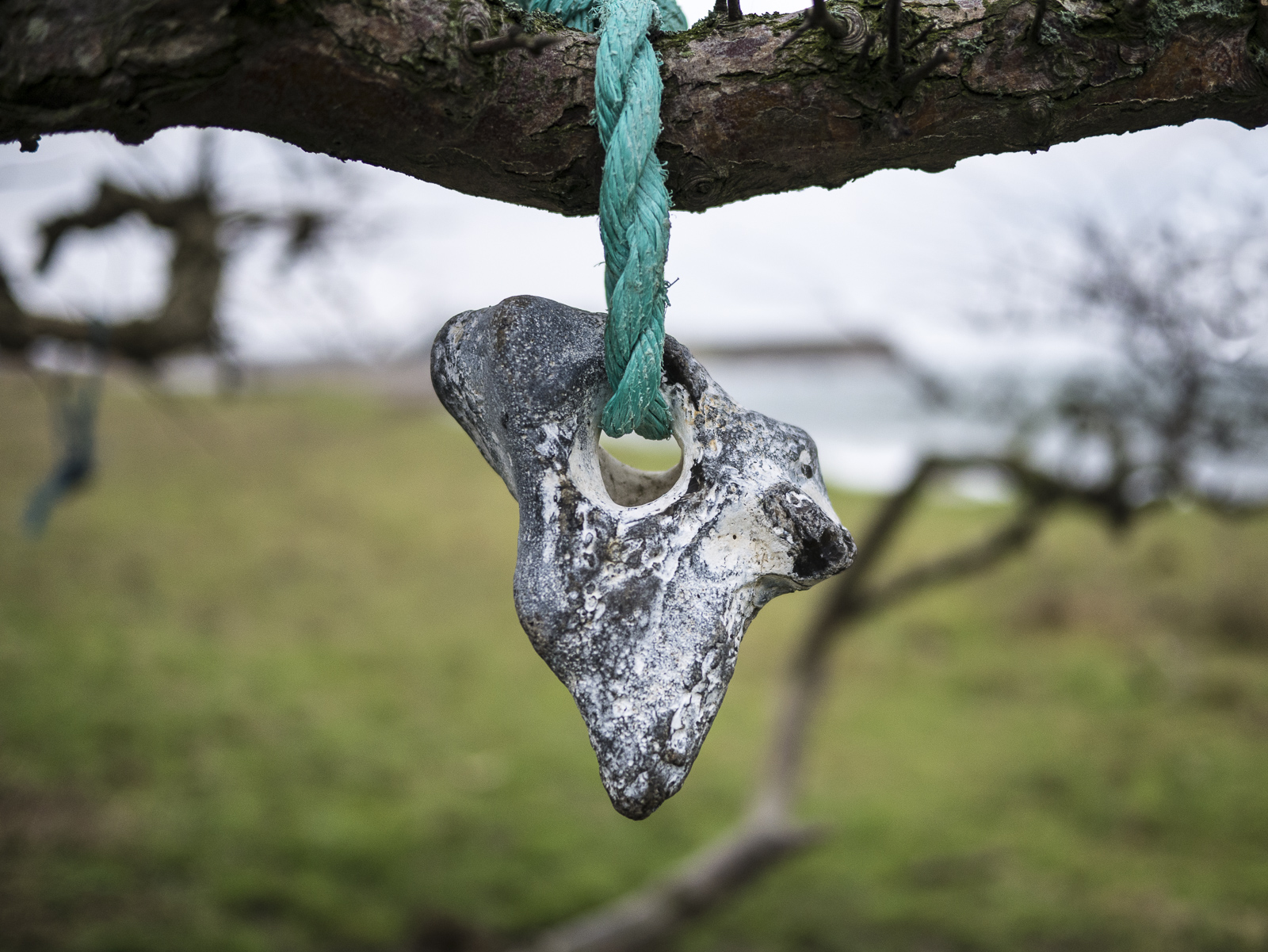
У формі амулета

У західній культурі каменям з природними отворами приписувалися різні захисні властивості. Ці камені слугували оберегами від хвороб худоби, удару блискавки, кровотечі з носа; а також амулетами, що повинні забезпечити власникам удачу. Часто камені-обереги клали в ліжко під матрас, або підвішували до віконної рами, одвірка чи стелі. В Англії їх використовували і як захист проти відьом, звідки їхня поширена назва «відьомські камені». Поширені повір'я, що дивлячись у отвір, можна побачити відьму.
Так званий гадючій камінь шанувався друїдами. Про нього згадує Пліній у книзі XIX своєї «Природничої історії»:
| «Існує свого роду яйце, яке дуже цінується серед галлів, про який не згадували грецькі автори. Велика кількість змій влітку згортається і злипається в тугий клубок за допомогою своєї слини і слизу, після чого кам'яніють, і це називають «гадючим яйцем». Друїди кажуть, що кинутий в повітря шиплячий амулет повинен бути пійманий в плащ перш, ніж торкнеться землі. Людина, яка перехоплює камінь зможе літати верхи; проте змії будуть її переслідувати доти, доки не перетне води. Це яйце, хоча й обрамлене в золото, може плисти проти течії. Я бачив, що друїди носили яйце таке велике і кругле, як яблуко. Його вихвалюють за чудову здатність допомагати під час судових процесів і впливати на королів. Ці знаки, що носять з такою показною розкішшю, як римлянин Воконтій, якого я знав. Він був убитий дурним імператором Клавдієм просто тому, що він носив цей камінь на грудях під час судового процесу, вважаючи що камінь зможе захистити його від вироку». |
Курячий бог — у слов'ян назва ритуального предмета, оберега домашньої птиці. Роль курячого бога могли виконувати як камінчики з наскрізними отворами, так і рукотворні предмети: горщик, глечик або глиняний рукомийник без дна, шийка від розбитого глечика, зношений личак та ін. Зазвичай їх поміщали в псарні близько годівниці або над нею, під стріхами хлівів, вішали на кілок у дворі. Робили це, щоб собаки добре спали і були цілі, щоб домовик  не лякав, не душив і не крав їх. У сучасному світі курячий бог слугує оберегом від пристріту та поганого ока, як вважається, виконує заповітні бажання, притягує гроші та дарує кохання.
Існує уявлення, що «курячий бог» виконує задумане бажання, якщо провести обряд: звернутись до камінця з бажанням, обов'язково дивлячись крізь отвір на сонце (чи місяць), стрибаючи на одній нозі, тричі обернутися проти сонця і жбурнути камінець за спину. Якщо він потрапить у воду — бажання ймовірно здійсниться.

## Походження
Отвори «курячих богів» мають правильну округлість, що є надзвичайною рідкістю в мінеральному світі. 
Фольклорні пояснення появи «курячих богів» різноманітні. Серед них як раціональні (виточування каменя потоками води), так і міфологічні (що отвори вилизують змії, або самі камені є скам'янілими плазунами).
Утім, переважає пояснення, що їхній генезис пов'язаний з тривалою водною ерозією скам'янілостей. Зокрема коли вода вимиває скам'янілі рештки давніх організмів, таких як корали, з навколишньої міцнішої породи, внаслідок чого утворюються характерні отвори. Деякі відьомські камені завдячують своїм існуванням двостулковому молюску, відомому як піддок, або ангельське крило. Ці істоти, коли дорослішають, зариваються в камені, утворюючи крихітні печери, де вони живуть, фільтруючи поживні речовини з навколишньої води.

## Галерея

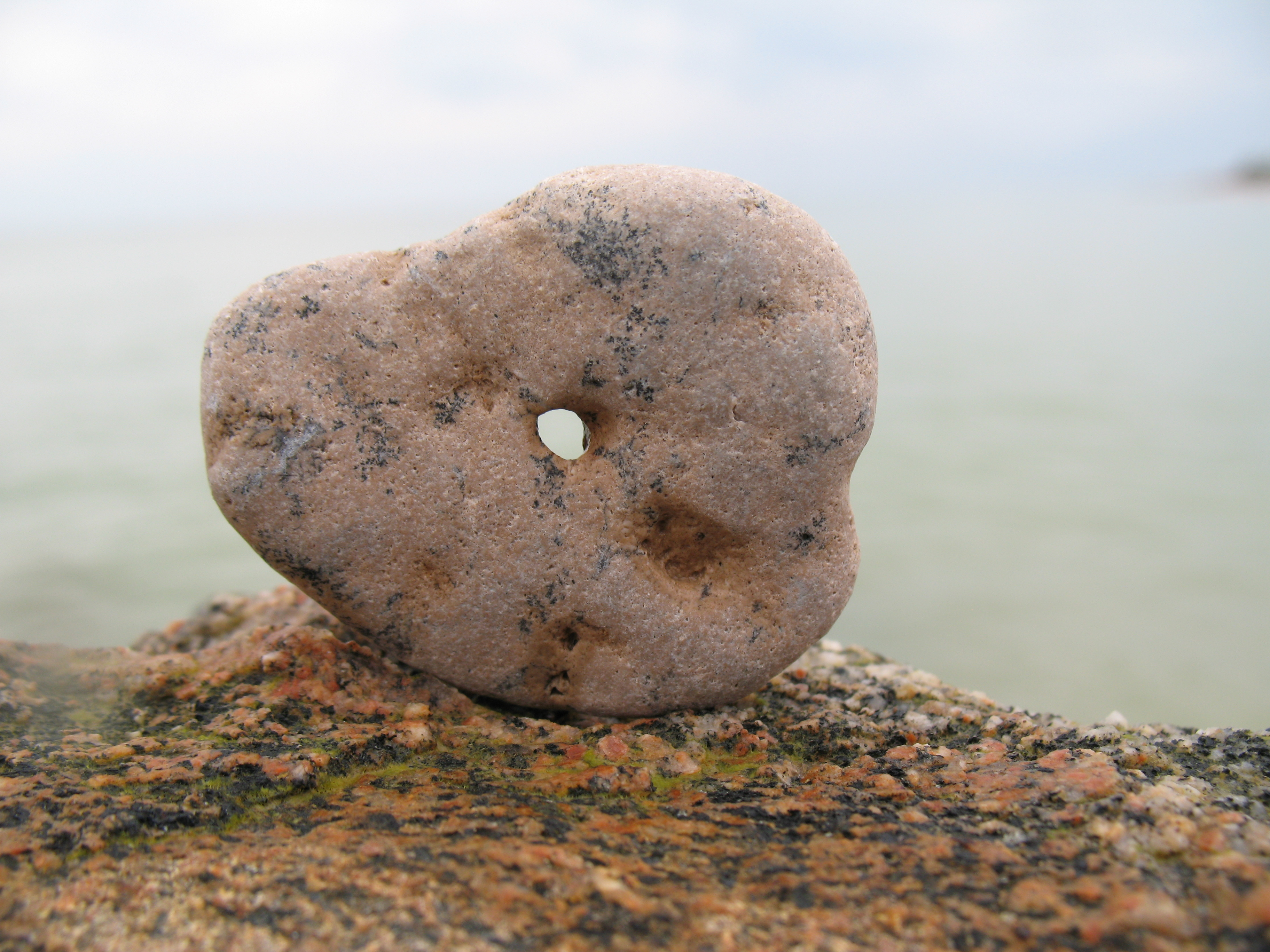
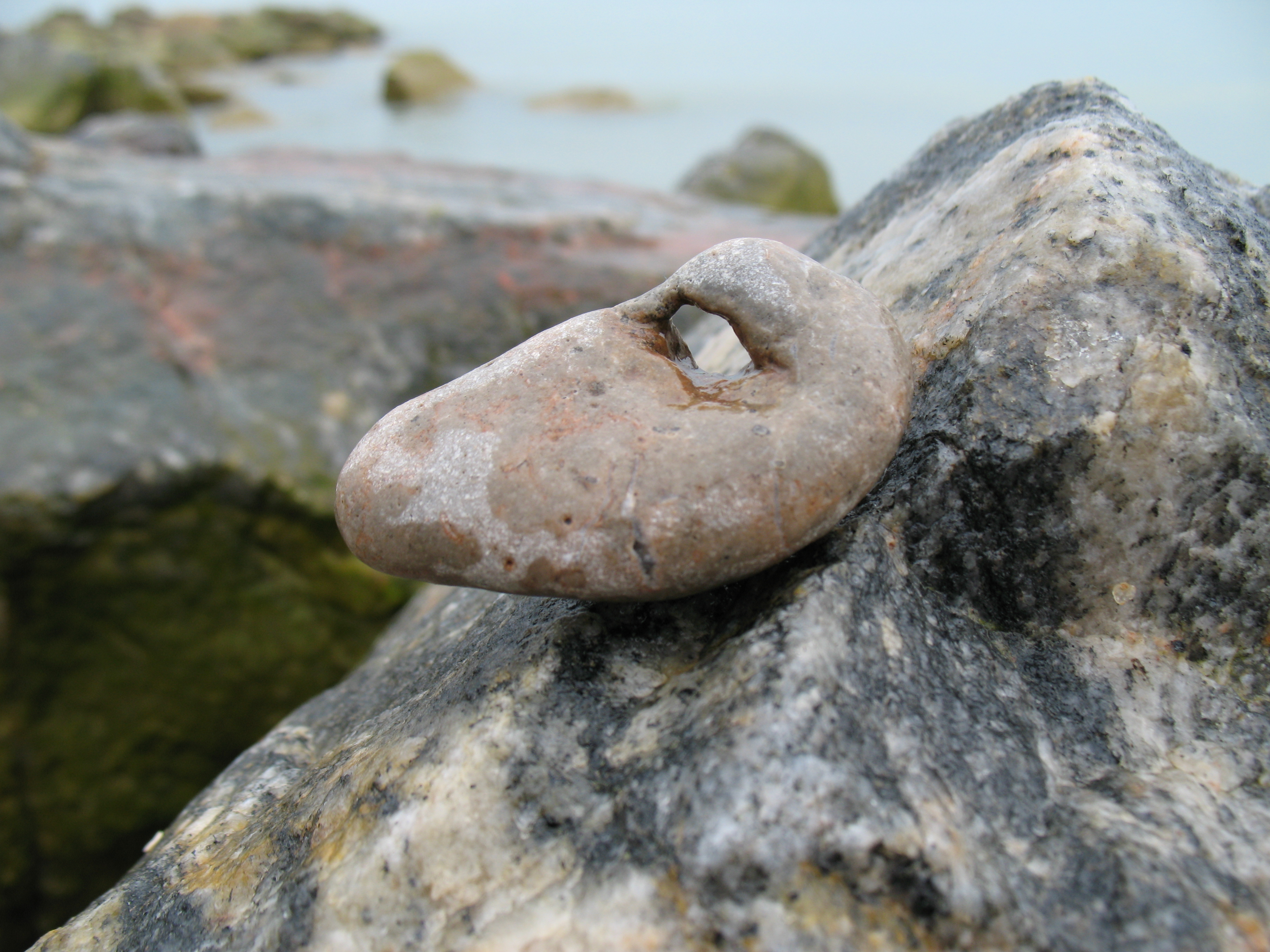
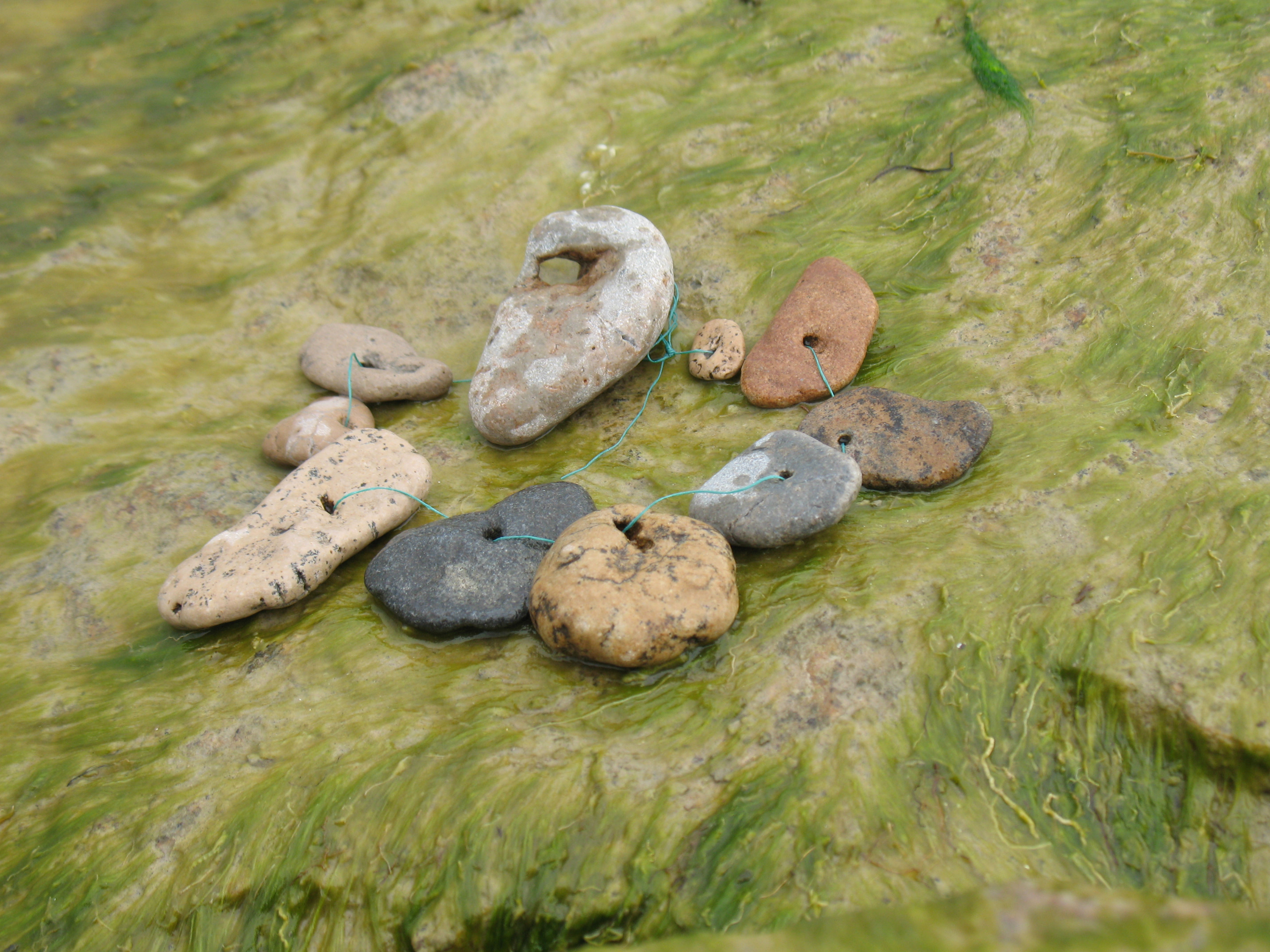
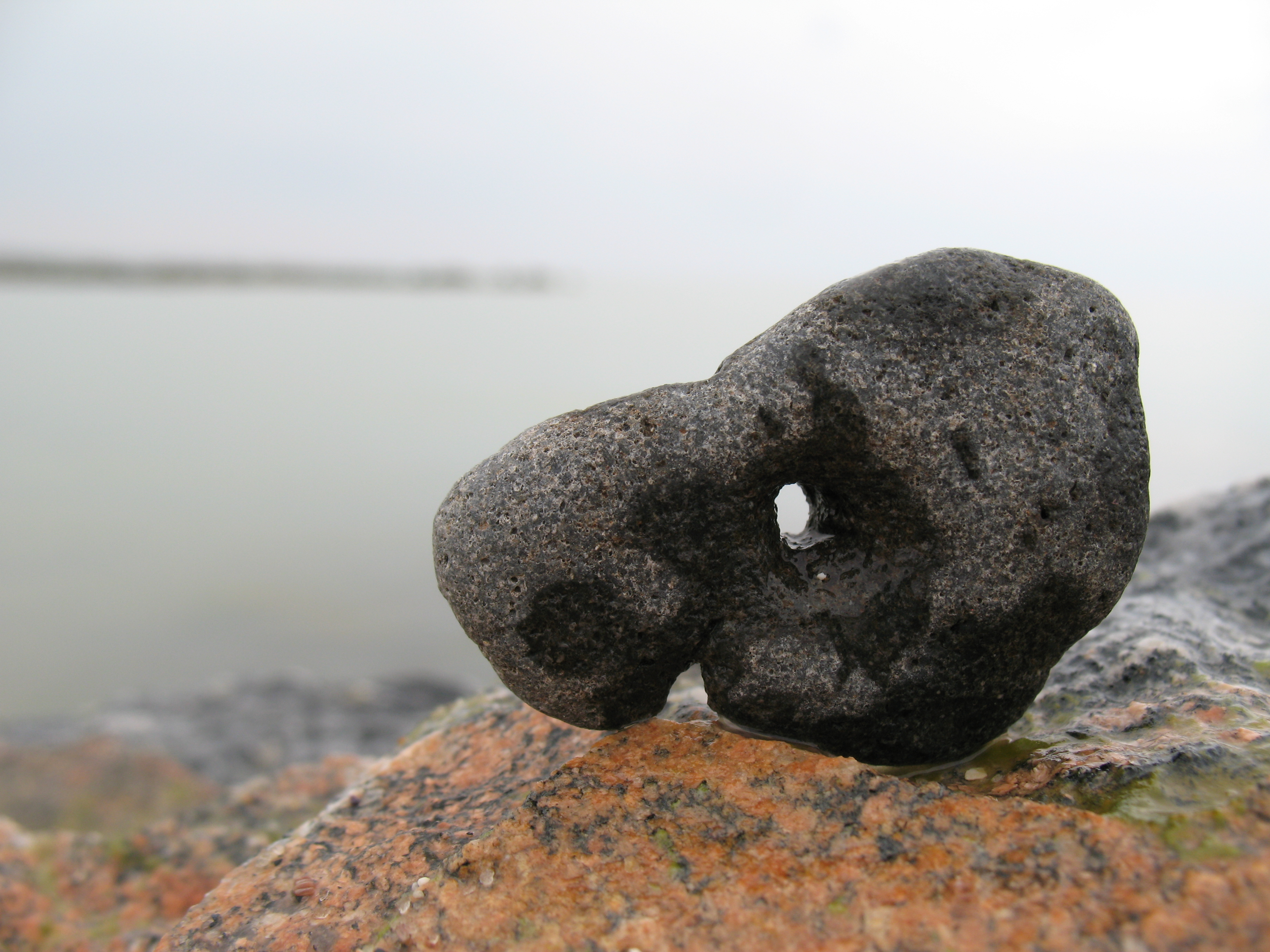
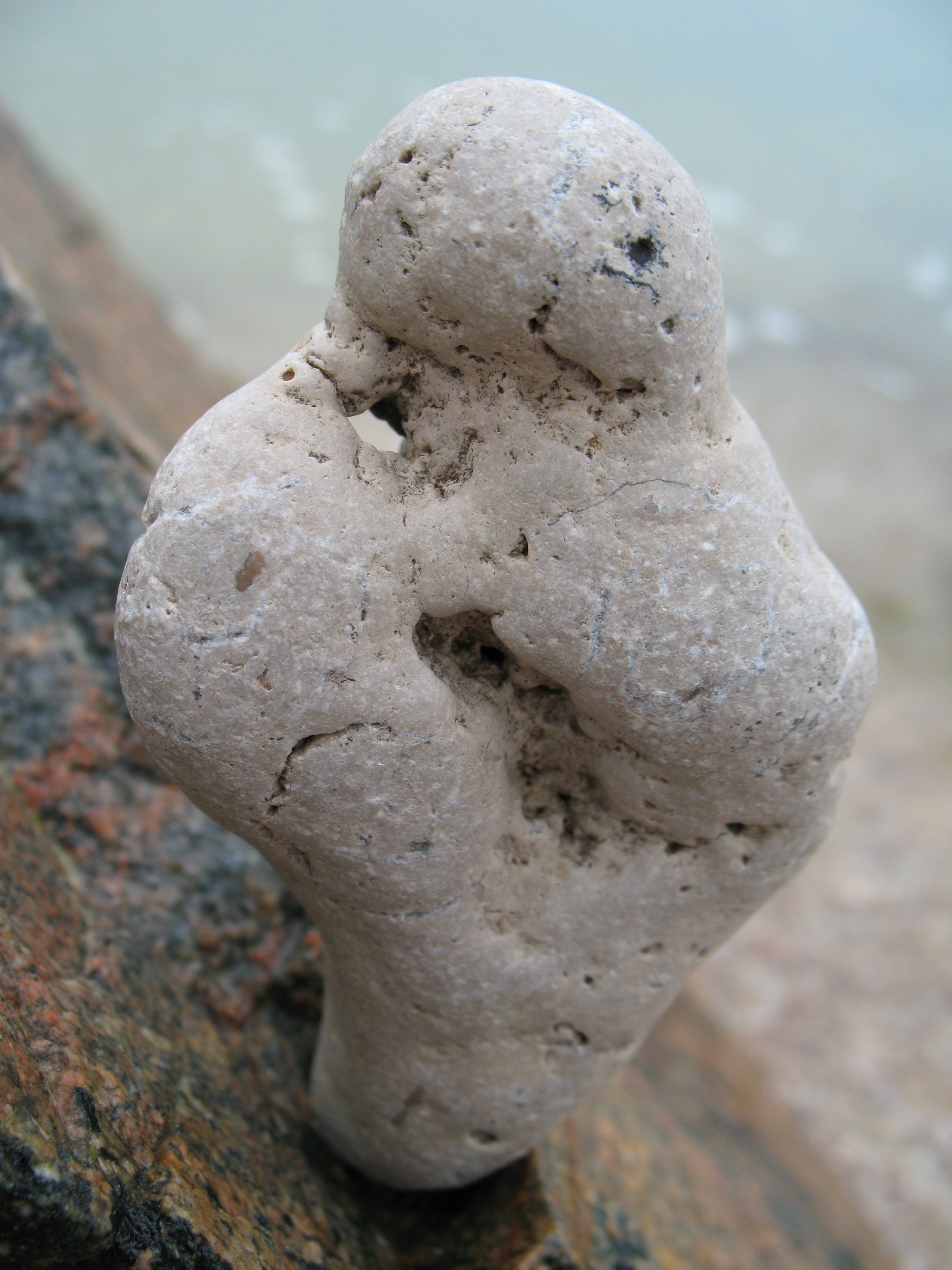
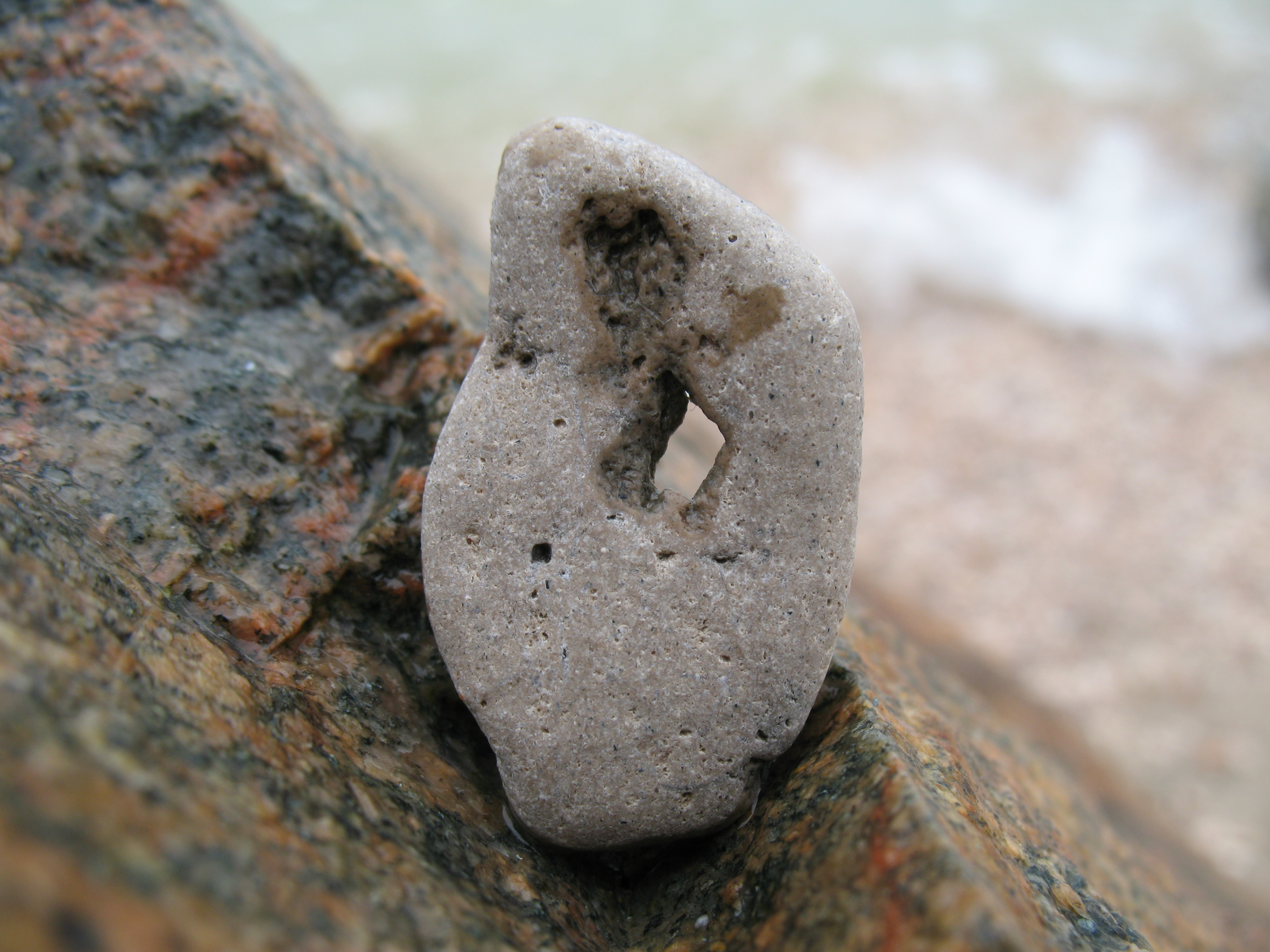
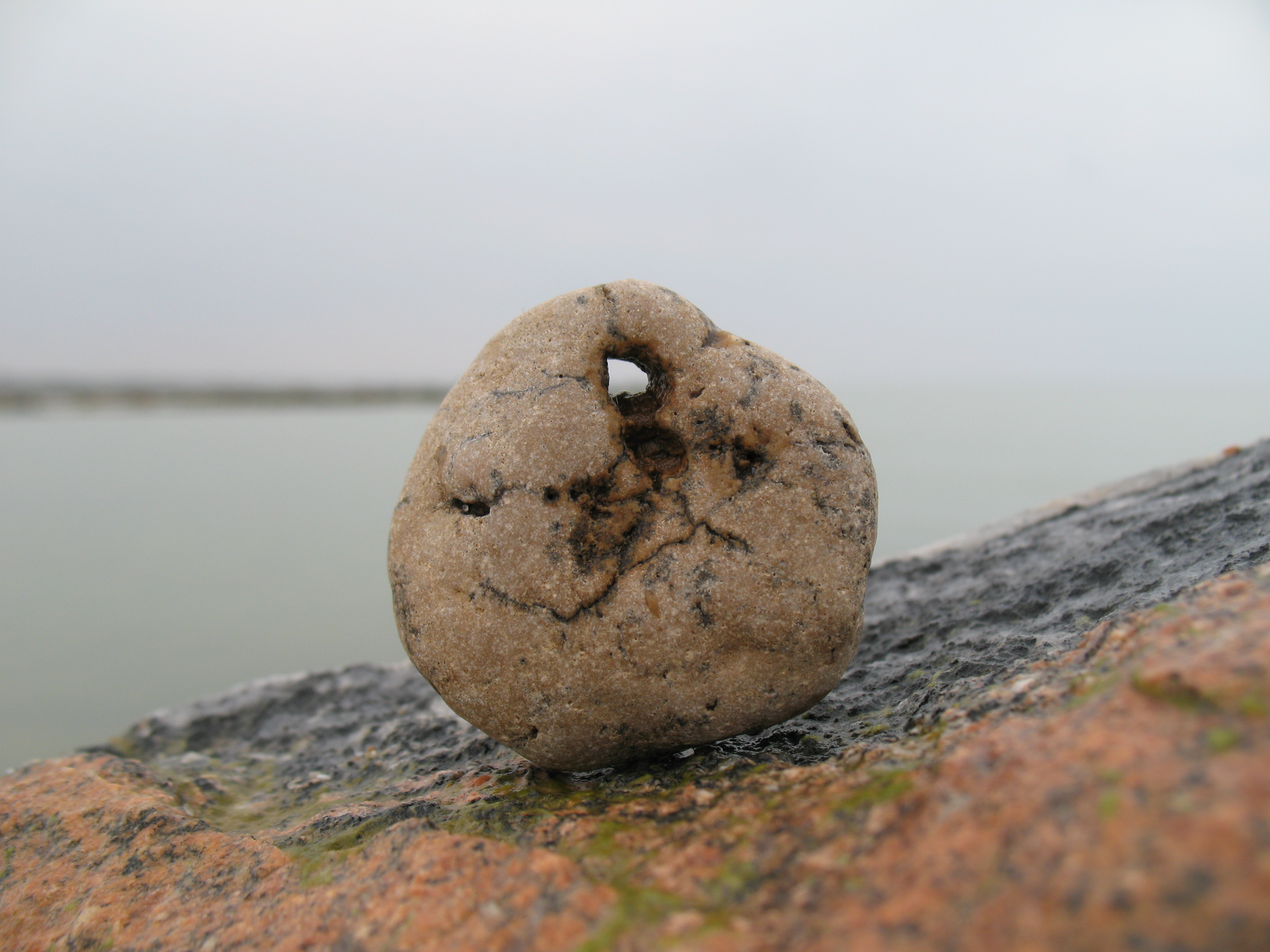
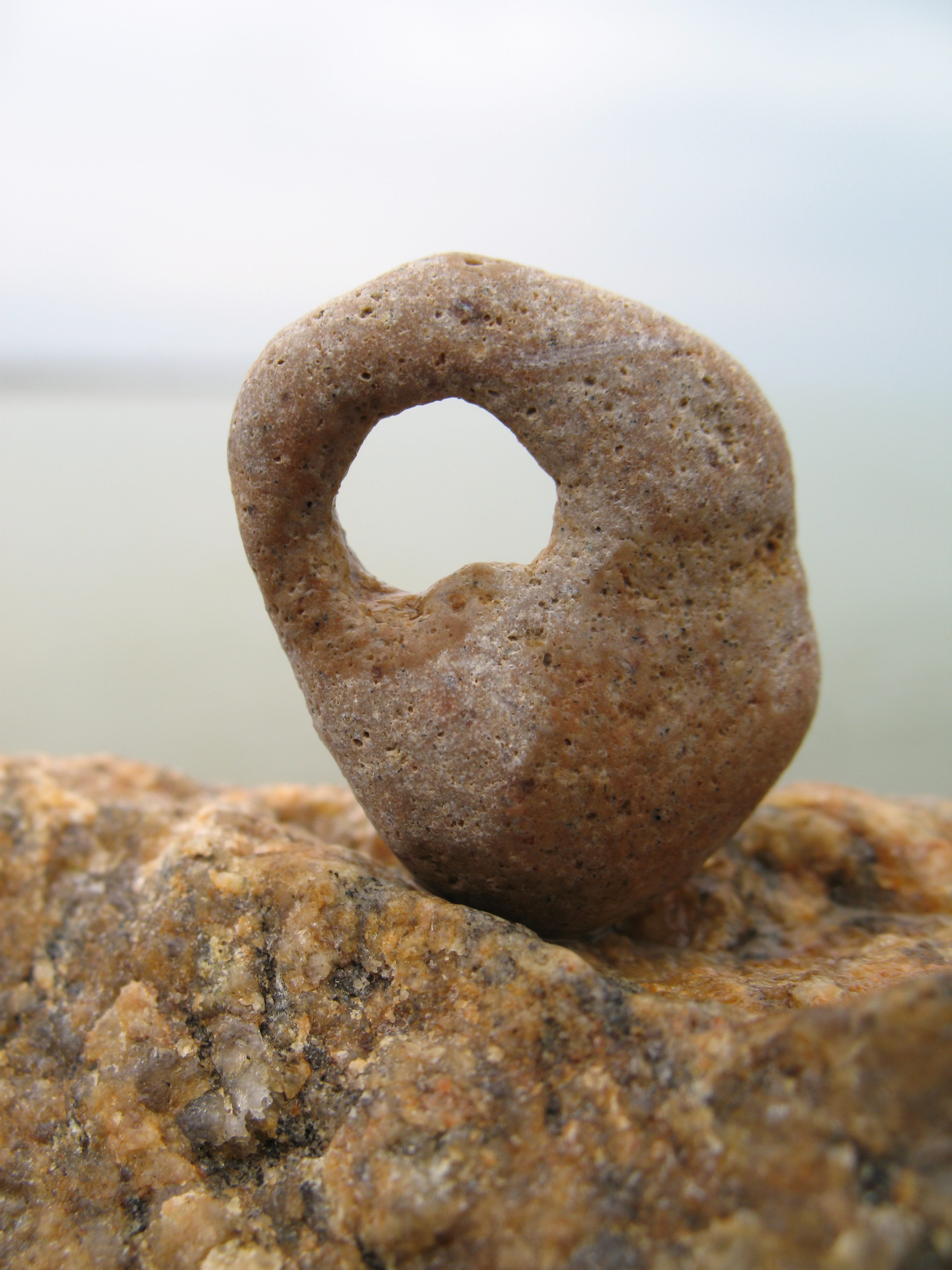

## У мистецтві
- Юрій Збанацький — український письменник, кінодраматург — автор повісті «Курячий бог». Екранізована в 1968 році на Київській кіностудії ім. О. П. Довженка — під назвою «Втікач з Янтарного».